# Dasyhelea caesia
Dasyhelea caesia är en tvåvingeart som beskrevs av Remm 1993. Dasyhelea caesia ingår i släktet Dasyhelea och familjen svidknott. Inga underarter finns listade i Catalogue of Life.